# Дерюгин, Иван Константинович
Ива́н Константи́нович Дерю́гин (укр. Іван Костянтинович Дерюгін; 5 декабря 1928, Змиёв, Харьковский округ — 10 января 1996, Киев) — советский пятиборец, олимпийский чемпион 1956 года.
Мастер спорта СССР по плаванию (1951). Мастер спорта СССР по современному пятиборью (1956). Заслуженный мастер спорта СССР (1957).
Отец гимнастки Ирины Дерюгиной и супруг тренера по художественной гимнастике Альбины Дерюгиной.

## Биография
Родился в городе Змиёв Харьковского округа.
В 1957 году окончил Киевский институт физической культуры.
В 1956 году стал олимпийским чемпионом в командном зачёте. 
На Спартакиаде дружественных армий 1958 завоевал золотую медаль в личном зачёте и бронзовую в командном зачёте соревнований пятиборцев. Также завоевал серебряную медаль в составе команды по военно-прикладному троеборью.
На чемпионате мира 1961 года стал чемпионом в командном зачёте и серебряным призёром в индивидуальном зачёте. 
Член КПСС с 1974 года.

## Награды
- Орден «Знак Почёта» (27.04.1957) — «за успехи, достигнутые в деле развития массового физкультурного движения в стране, повышения мастерства советских спортсменов, и успешное выступление на международных соревнованиях»